# Accept (album d'Accept)
Pour les articles homonymes, voir Accept.
Albums de Accept
I'm a Rebel
(1980)
Accept (parfois appelé Lady Lou) est le premier album du groupe allemand Accept. Cet album fut enregistré en 1978 et distribué le 16 janvier 1979.

## Historique
Après de nombreux changements de line-up, dans les premières années d'existence (1968-1976), le groupe commence à se stabiliser et à ressembler à la formation pour laquelle il sera, plus tard, connu. Le groupe commence à donner ses premiers concerts dans la région en 1977 et décroche un contrat avec le label allemand Metronome de Hamburg, l'année suivante,.  Dans le premier numéro d'Enfer magazine, Jean-Claude Weitzmann retraçait les circonstances d'enregistrement de cet album :  

« Ils s'enferment de septembre à décembre dans les studios pour accoucher de leur premier album, mais c'est durant cette brève période que Franck Friedrich les quitte, remplacé au dernier moment par un ami du groupe Stefan Kaufmann également originaire de Soligen. »

Le disque sort début 1979. Il est sobrement intitulé Accept, mais il est « souvent appelé Lady Lou, écrit Hervé Picart, tant pour le titre qui porte ce nom que pour la ravissante à la tronçonneuse qui orne la pochette ». L'album reprend des chansons qu'ils jouaient depuis des années déjà, entre autres la toute première chanson que le groupe ait écrite des années auparavant : "Glad to be Alone". Sur deux chansons de cet album, Sounds of War et Seawind, le bassiste Peter Baltes prend la place de Udo au chant. Au niveau de la qualité des chansons, Weitzmann estime que cet album ne met pas encore en valeur toutes les possibilités du groupe :

« Dû au fait d'une production faible ce disque montre un groupe encore hésitant, surtout au niveau des compositions, mais certains morceaux tels que "Tired of Me", "Glad to be Alone" ou le fulgurant "That's Rock'n'Roll" dénotent une virulence indéniable. »

Hervé Picart rejoint plus ou moins cette analyse :

« Si un morceau comme « That's Rock'n'Roll » y atteste qu'Accept possède déjà une énorme énergie, ce disque à la production un peu fruste n'impose pas vraiment un groupe encore raide et n'allant pas au bout de ses possibilités, tant pour la voix éraillée d'Udo que pour les duels de guitare. »

À la suite de la parution du disque, le groupe entame une tournée à travers l'Allemagne pour promouvoir l'album :

« Le groupe, écrit Picart," put décrocher quelques premières parties intéressantes, mais les choses restent longtemps difficiles pour lui car l'Allemagne de 1979 se passionnant davantage pour une new wave spectrale que pour le hard rock. Accept tombait à un mauvais moment. Cela ne fit que lui donner davantage de hargne et cette année d'adversité contribua à le faire murir, à radicaliser ses riffs. Udo, souvent amené à s'imposer dans des conditions difficiles, força sa voix qui devint ce rugissement indescriptible que nous connaissons à présent." »

## Titres
| No  | Titre                | Durée |
| --- | -------------------- | ----- |
| 1.  | Lady Lou             | 3:03  |
| 2.  | Tired of Me          | 3:14  |
| 3.  | Seawinds             | 4:41  |
| 4.  | Take Him in My Heart | 3:30  |
| 5.  | Sounds of War        | 4:36  |
| 6.  | Free Me Now          | 3:02  |
| 7.  | Glad to Be Alone     | 5:14  |
| 8.  | That's Rock 'N' Roll | 2:52  |
| 9.  | Helldriver           | 2:43  |
| 10. | Street Fighter       | 3:30  |

## Formation
- Udo Dirkschneider : chant
- Wolf Hoffmann : Guitares
- Jörg Fischer : Guitares
- Peter Baltes : Basse & chant sur "Seawinds" and "Sounds Of War"
- Frank Friedrich : batterie